# Benemerenti
 Benemerenti lub rzadziej Bene merenti (łac. dobrze zasłużonemu) – odznaczenie honorowe ustanowione przez papieża Grzegorza XVI w 1832 roku, przyznawane za długoletnie i wyjątkowe zasługi dla Kościoła katolickiego, oddane wraz z rodzinami i społecznościami.

## Historia
Dzisiejszy medal Benemerenti sięga różnych tradycji medali papieskich zwanych „Benemerenti” lub „Bene merenti”, które były przyznawane za zasługi cywilne, a szczególniej wojskowe. 
Medal po raz pierwszy przyznał papież Pius VI (1775-1799) jako odznaczenie wojskowe. 
W 1818 r. Pius VII przyznawał takie odznaczenie, aby nagrodzić lojalność tych, którzy wyróżnili się w stosunku do papieża po odrodzeniu władzy i zakończeniu rządów napoleońskich w Rzymie. 
Papież Grzegorz XVI (1831-1846) przyznawał medal Benemerenti członkom armii papieskiej walczącej w Ferrarze, Bolonii i Wiedniu.
Pius IX (1846-1877) odznaczał medalem te osoby wojskowe, które nie kwalifikowały się do odznaczenia Orderu Złotej Ostrogi. 
W 1891 r. różnorodne medale „Benemerenti” i „Bene merenti” zostały połączone przez Leona XIII, który stworzył jedno trwałe wyróżnienie. W praktyce było ono przyznawane za wieloletnie zasługi dla Kościoła lokalnego (parafii) – niezwykle zasłużony dla niewielkiej społeczności. 
W 1925 roku przyjęto, że medal będzie przyznawany w dowód uznania dla osób zasłużonych w służbie Kościoła, zarówno cywilnych, jak i wojskowych, świeckich i duchownych. 

## Wygląd

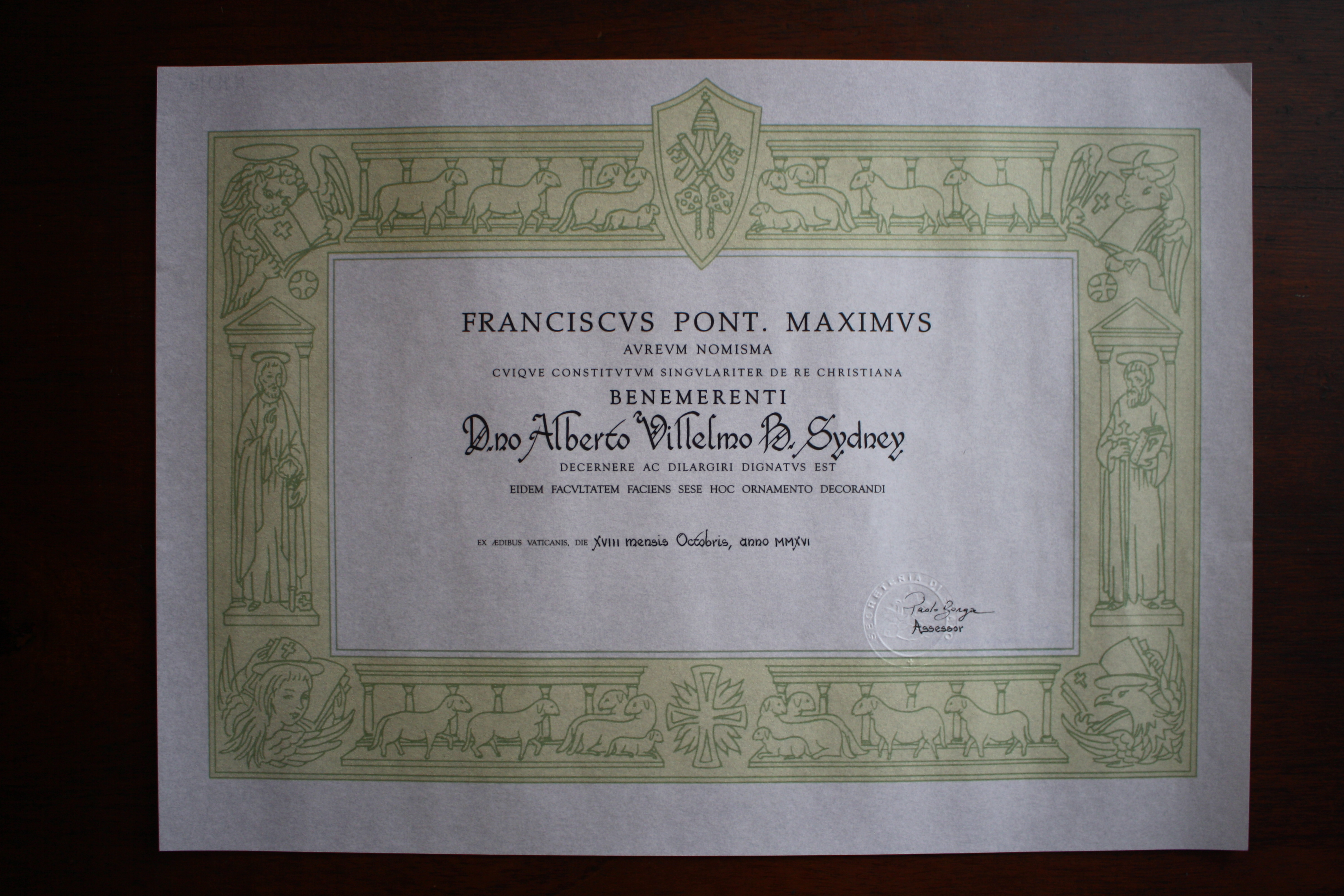
Dyplom odznaczenia Benemerenti

Aktualna wersja medalu została zaprojektowana na zlecenie papieża Pawła VI. Medal jest złotym krzyżem greckim w kształcie karo (romboidalny), na rewersie widnieje słowo Benemerenti (łac. dobrze zasłużonemu) na tle godła Watykanu (tiary i skrzyżowanych kluczy). W awersie medalu dla wojskowych widnieje popiersie papieża, a na medalu dla osób cywilnych sylwetka Chrystusa unoszącego rękę do błogosławieństwa, na lewym ramieniu godło Watykanu, a na prawej herb aktualnie panującego papieża. Wstążka orderowa jest w barwach papieskich: biało-żółta. 
Poprzednie wersje i warianty składały się głównie z okrągłego medalu z portretem panującego papieża z przodu i wieńca laurowego z napisem „BENEMERENTI” lub „BENE MERENTI” z tyłu. 
Odznaczenie jest noszone po lewej stronie klatki piersiowej. 

## Stopnie
Pierwotnie dekoracja miała trzy stopnie:
- Złoty
- Srebrny
- Brązowy

Podczas reformy medalu przeprowadzonej przez Pawła VI, zlikwidowano klasę srebrną i brązową – odtąd też medal był jednoklasowy – złoty. 

## Wymagania
Podstawowym wymaganiem są długoletnie i wyjątkowe zasługi dla Kościoła Katolickiego. Ponadto istnieją wymogi związane z wiekiem i swoistą wysługą lat:
- Zakonnicy: najmniej 35 lat życia i 10 lat profesji zakonnej
- Świeccy: najmniej 35 lat życia
- Wojskowi: zwykle dekoracja jest zarezerwowana dla członków Papieskiej Gwardii Szwajcarskiej, Papieskiego Korpusu Żandarmerii i Papieskiej Straży Pożarnej w wieku co najmniej 35 lat, z różnicami w zależności od lat służby (np. Gwardia Szwajcarska po trzech latach służby)[7].